# Orpheusbülbül
|  | Dieser Artikel wurde aufgrund von formalen oder inhaltlichen Mängeln in der Qualitätssicherung Biologie zur Verbesserung eingetragen. Dies geschieht, um die Qualität der Biologie-Artikel auf ein akzeptables Niveau zu bringen. Bitte hilf mit, diesen Artikel zu verbessern! Artikel, die nicht signifikant verbessert werden, können gegebenenfalls gelöscht werden. Lies dazu auch die näheren Informationen in den Mindestanforderungen an Biologie-Artikel. |

Der Orpheusbülbül (Hypsipetes amaurotis, Syn.: Ixos amaurotis) ist ein ostasiatischer Singvogel.

## Merkmale
Der 28 cm lange Orpheusbülbül ist ein grau-brauner Vogel mit braunen Wangen und einem langen Schwanz, der durch seinen lauten, piepsenden Gesang auffällt.

## Vorkommen

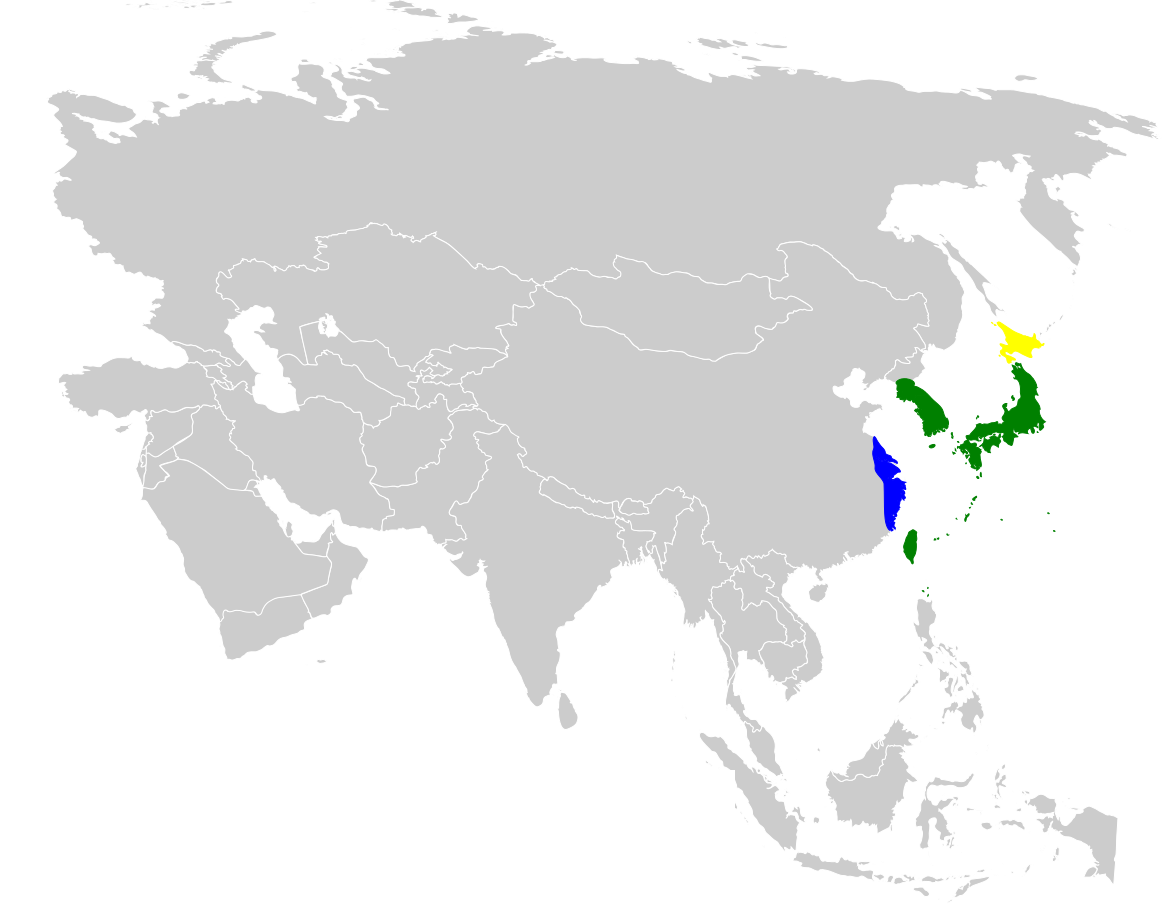
Verbreitung des Orpheusbülbüls
Brutgebiete
Ganzjähriges Vorkommen
Überwinterungsgebiete

Das Verbreitungsgebiet erstreckt sich vom russischen Fernen Osten über Nordost-China, Korea, Japan und Taiwan bis zu den philippinischen Babuyan-Inseln, Batan-Inseln und Luzon.
Der Vogel zieht in riesigen Schwärmen in die Überwinterungsgebiete. Durch Veränderungen im Ackerbau überwintert der Orpheusbülbül weit nördlicher als noch vor Jahrzehnten möglich. Während er früher ein Bewohner des Waldes war, kommt er jetzt auch in ländlichen und städtischen Umgebungen vor.

## Verhalten
Im Sommer ernährt sich der Orpheusbülbül hauptsächlich von Insekten, im Herbst und Winter von Früchten und Samen, daher wird er in Japan als landwirtschaftlicher Schädling betrachtet.